# Suelli
Suelli is een gemeente in de Italiaanse provincie Zuid-Sardinië (regio Sardinië) en telt 1179 inwoners (31-12-2004). De oppervlakte bedraagt 19,2 km², de bevolkingsdichtheid is 61 inwoners per km².

## Demografie
Suelli telt ongeveer 395 huishoudens. Het aantal inwoners daalde in de periode 1991-2001 met 2,3% volgens cijfers uit de tienjaarlijkse volkstellingen van ISTAT.
| Jaar | Inwoneraantal |
| ---- | ------------- |
| 1991 | 1198          |
| 2001 | 1171          |

## Geografie
Suelli grenst aan de volgende gemeenten: Gesico, Mandas, Selegas, Senorbì, Siurgus Donigala.
Armungia · Assemini · Ballao · Barrali · Burcei · Cagliari · Capoterra · Castiadas · Decimomannu · Decimoputzu · Dolianova · Domus de Maria · Donòri · Elmas · Escalaplano · Escolca · Esterzili · Gergei · Gesico · Goni · Guamaggiore · Guasila · Isili · Mandas · Maracalagonis · Monastir · Monserrato · Muravera · Nuragus · Nurallao · Nuraminis · Nurri · Orroli · Ortacesus · Pimentel · Pula · Quartu Sant'Elena · Quartucciu · Sadali · Samatzai · San Basilio · San Nicolò Gerrei · San Sperate · San Vito · Sant'Andrea Frius · Sarroch · Selargius · Selegas · Senorbì · Serdiana · Serri · Sestu · Settimo San Pietro · Seulo · Siliqua · Silius · Sinnai · Siurgus Donigala · Soleminis · Suelli · Teulada · Ussana · Uta · Vallermosa · Villa San Pietro · Villanova Tulo · Villaputzu · Villasalto · Villasimius · Villasor · Villaspeciosa
1. ↑  https://demo.istat.it/?l=it.